# Зехтенау
Зехтенау (нім. Söchtenau) — громада в Німеччині, розташована в землі Баварія. Підпорядковується адміністративному округу Верхня Баварія. Входить до складу району Розенгайм.
Площа — 25,62 км2. Населення становить 2692 ос. (станом на 31 грудня 2020).